# 藤本美羽
藤本 美羽（ふじもと みわ、1984年8月28日 - ）は、日本の元AV女優。
神奈川県出身。血液型:O型。身長:153cm。スリーサイズ:B88(F)・W58・H87。
趣味・特技:ショッピング、料理

## 略歴
2004年7月に、“現役バレリーナ”の触れ込みでAVデビュー。
オリジナルの出演作は6本のみで、2005年に引退。

## 出演作品

### アダルトビデオ
- プリマドンナファック　（2004年7月25日、宇宙企画）　※デビュー作
- アクロバットSEX　（2004年8月27日、宇宙企画）
- あぶない女子校生　（2004年9月19日、宇宙企画）
- ビージーン 115　（2004年11月26日、桃太郎映像出版）
- 白鳥の潮吹き　（2004年12月24日、桃太郎映像出版）
- 淫 崩壊　（2005年1月21日、桃太郎映像出版）

## 電子書籍

### デジタル写真集
- ザ・撮影現場 『巨乳バレリーナ!』 Fカップ! 藤本美羽 デジタル写真集　（2006年11月30日、桃太郎映像出版）